# Brestovik (Peć)
Pour l’article homonyme, voir Brestovik.
Brestovik en albanais et Brestovik en serbe latin (en serbe cyrillique : Брестовик) est une localité du Kosovo située dans la commune/municipalité de Pejë/Peć et dans le district de Pejë/Peć. Selon le recensement kosovar de 2011, elle compte 1 718 habitants.

## Démographie

### Évolution historique de la population dans la localité
| 1948 | 1953 | 1961 | 1971 | 1981 | 1991  | 2011  |
| ---- | ---- | ---- | ---- | ---- | ----- | ----- |
| 297  | 343  | 418  | 513  | 966  | 1 048 | 1 718 |

|  |

### Répartition de la population par nationalités (2011)
En 2011, les Albanais représentaient 72,64 % de la population, les Bosniaques 10,36 % et les Roms 7,27 %.